# كاثلين كولمان
كاثلين كولمان (بالإنجليزية: Kathleen Coleman)‏ هي عالمة لغوية كلاسيكية بريطانية، ولدت في 1953 في زيمبابوي.

## وصلات خارجية
- كاثلين كولمان على موقع IMDb (الإنجليزية)